# Franco Mallia
| 20513 Lazio             | 10 settembre 1999 |
| 21795 Masi              | 29 settembre 1999 |
| 21799 Ciociaria         | 1º ottobre 1999   |
| 21999 Disora            | 7 dicembre 1999   |
| 39864 Poggiali          | 26 gennaio 1998   |
| 73453 Ninomanfredi      | 14 luglio 2002    |
| 74625 Tieproject        | 10 settembre 1999 |
| 102211 Angelofaggiano   | 1 ottobre 1999    |
| 103015 Gianfrancomarcon | 8 dicembre 1999   |
| 121019 Minodamato       | 20 gennaio 1999   |
| 127689 Doncapone        | 5 marzo 2003      |
| 129882 Ustica           | 1º ottobre 1999   |
| 152188 Morricone        | 27 agosto 2005    |
| 212176 Fabriziospaziani | 8 aprile 2005     |
| 147766 Elisatoffoli     | 26 agosto 2005    |
| 215970 Campidoglio      | 28 agosto 2005    |

Franco Mallia (1961) è un astronomo amatoriale italiano.

## Biografia
Il Minor Planet Center gli accredita la scoperta di sedici asteroidi, effettuate tra il 1998 e il 2005, in parte in collaborazione con altri astronomi: Mario Di Sora, Gianluca Masi, Alain Maury e Ugo Tagliaferri.
Nel 2004, con Gianluca Masi e Roger Wilcox, ha scoperto che l'oggetto 2004 TU12, inizialmente ritenuto un asteroide dai suoi scopritori, era invece una cometa.
Nel 2007 è stato uno dei coscopritori dell'esopianeta XO-2b, nel 2020 ha coscoperto tramite le misure rilevate da Tess due altri esopianeti, TOI 122 b e TOI 237 b.
Gli è stato dedicato l'asteroide 21685 Francomallia.